# Waterloo (Iowa)
Waterloo é uma cidade localizada no estado americano do Iowa, no Condado de Black Hawk.

## Geografia
De acordo com o United States Census Bureau, a cidade tem uma área de 164 km², dos quais 159 km² estão cobertos por terra e 5 km² por água.

### Localidades na vizinhança
O diagrama seguinte representa as localidades num raio de 16 km ao redor de Waterloo.

## Demografia
Segundo o censo nacional de 2010, a sua população é de 68 406 habitantes e sua densidade populacional é de 430,23 hab/km². É a quinta cidade mais populosa do Iowa. Possui 30 723 residências, que resulta em uma densidade de 193,23 residências/km².